# 霞ヶ浦広域バス
霞ヶ浦広域バス（かすみがうらこういきバス）は、茨城県かすみがうら市、行方市と土浦市を結ぶ広域のコミュニティバス。2012年6月1日より運行開始した。運行は関東鉄道が受託している。通学利用のため、乗り放題定額制の学生向け定期券「霞ヶ浦広域バス・スクールパス」が発売されている。

## 現行路線
- 土浦駅 - 川口町 - 亀城公園前 - 土浦五中前 - おおつ野台 - 樫の木公園 - 土浦協同病院 - 深谷 - あじさい館 - 田伏 - 道の駅たまつくり -  霞ヶ浦ふれあいランド - 玉造駅

## 過去路線

### 市内観光シャトルバス
- 2012年3月31日に廃止

### 土浦駅シャトルバス
- 2012年5月31日に廃止

## 運賃
区間制　初乗り170円（IC運賃168円） - 最大740円（IC運賃734円）

## 使用車両
使用車両：いすゞ自動車製 中型路線バス「エルガミオ」2KG-LR290J3 56人乗り、28席、ノンステップ車両 社番 : G5083
※G5083が点検の場合は石岡営業所の一般路線バスが当路線の運用に入る

### 車内サービス
- USBコンセント装備
- フリーWi-Fi装備
- 交通系ICカード（PASMOやSuicaなど）対応